# Champignon noir
Pour l’article homonyme, voir Champignon noir (complication liée à la COVID-19).
Auricularia polytricha, Auricularia nigricans
Espèce
Le champignon noir est un champignon basidiomycètes de la famille des Auriculariaceae. C'est un champignon cartilagineux en forme d'oreille qui pousse sur le bois mort. Il est largement cultivé en Asie et fait partie des traditions culinaires notamment chinoise et japonaise depuis de nombreux siècles. Il est habituellement cité sous le nom scientifique Auricularia polytricha, mais ce taxon est considéré depuis 2013 comme un synonyme de Auricularia nigricans, dont la distribution serait limitée au continent américain.

## Dénominations
Le champignon n'a pas de nom français normalisé et on s'y réfère le plus souvent comme « champignon noir ». On rencontre aussi la dénomination « oreille de bois poilue ». Il est encore souvent appelé, à tort, « oreille de Judas », bien que ce nom s'applique à l'espèce Auricularia auricula-judae. En chinois, on rencontre les noms Yu er, Mu-er ou Mo-er (qui sont également utilisés pour l'oreille de Judas), ainsi que Maomuer, Yung Ngo et Muk Ngo. En japonais, il est le plus souvent nommé Kikurage (qui signifie « méduse d'arbre »), mais aussi Mokurage ou encore Aragekikurage.

## Taxinomie
L'histoire taxinomique complexe de ce champignon commence avec la description par le botaniste suédois Olof Peter Swartz de Peziza nigrescens  en 1788, à partir d'un spécimen collecté en Jamaïque. Le même auteur cite l'espèce en 1806 comme Peziza nigricans, ajoutant ainsi un nom superflu basé sur le même type. En 1822, le fondateur de la systématique des champignons Elias Magnus Fries la cite pour une raison inconnue comme Peziza nigra, bien que ce nom ait été utilisé par Pierre Bulliard en 1783 pour une autre espèce. Lorsque Fries crée le genre Hirneola en 1849, il conserve cette épithète erronée : Hirneola nigra.
En 1834, Camille Montagne décrit un champignon collecté dans les Ghats orientaux, en Inde, sous le nom de Exidia polytricha. L'esèce est également transférée dans Hirneola par Fries en 1849, puis dans Auricularia par Pier Andrea Saccardo en 1885. En 1952, le botaniste américain Bernard Lowy révise la classification de ce genre et désigne dix espèces distinctes. Il choisit Auricularia polytricha (Mont.) Sacc. pour désigner le taxon découvert initialement dans les Caraïbes et largement distribué dans le monde entier. C'est donc sous ce nom que l'espèce cultivée dans les pays asiatiques est étudiée dans la deuxième moitié du XXe siècle,,.
En 1987, une étude montre l'interfertilité d'Auricularia polytricha avec une autre espèce asiatique, Auricularia cornea, et propose de ne garder que ce dernier nom. Il semblerait néanmoins que la définition d'espèce utilisée dans l'analyse était erronée et que les spécimens collectés représentaient en fait tous Auricularia cornea. Finalement, en 2013, une révision systématique des espèces américaines décide de réintégrer le nom initialement utilisé par Swartz en 1806 et décrit la nouvelle combinaison Auricularia nigricans, ce qui réduit Auricularia polytricha en synonyme. Il semblerait néanmoins que cette espèce soit limitée au Nouveau Monde, et la question de la nature du champignon noir cultivé en Asie reste ouverte : des recherches supplémentaires sont en effet nécessaires pour vérifier s'il s'agit bien de la même espèce désormais nommée Auricularia nigricans, ou de la plus ubiquitaire Auricularia cornea.

## Description

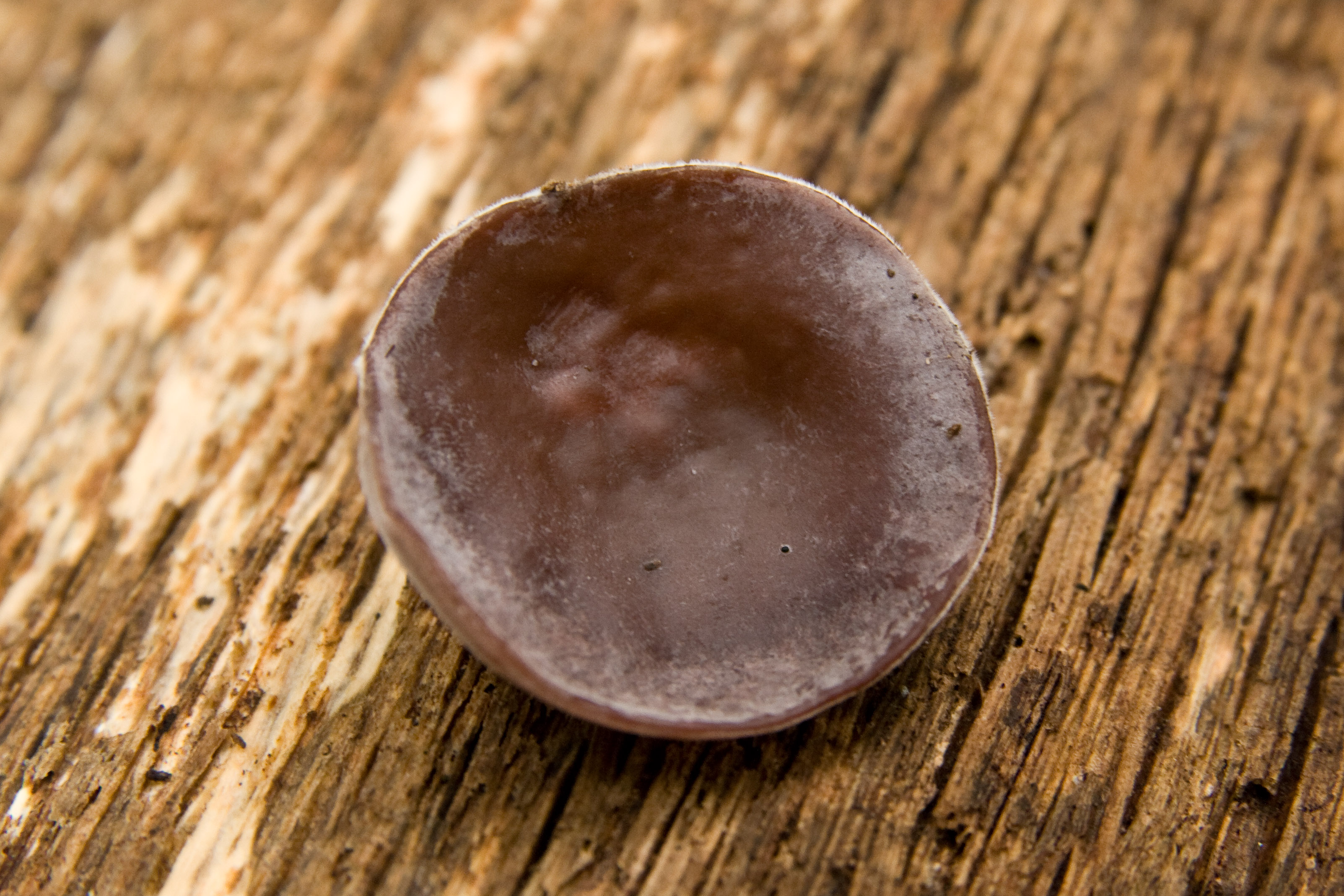
Plan rapproché.

C'est un champignon en forme d'oreille, sans pied (sessile), qui mesure entre 2 et 15 cm de large. Il est généralement gris violacé à brun terne et couvert de poils fins. La surface interne est lisse, ridée vers le centre et retournée vers les bords extérieurs. La texture est gélatineuse et ferme.

## Écologie et distribution

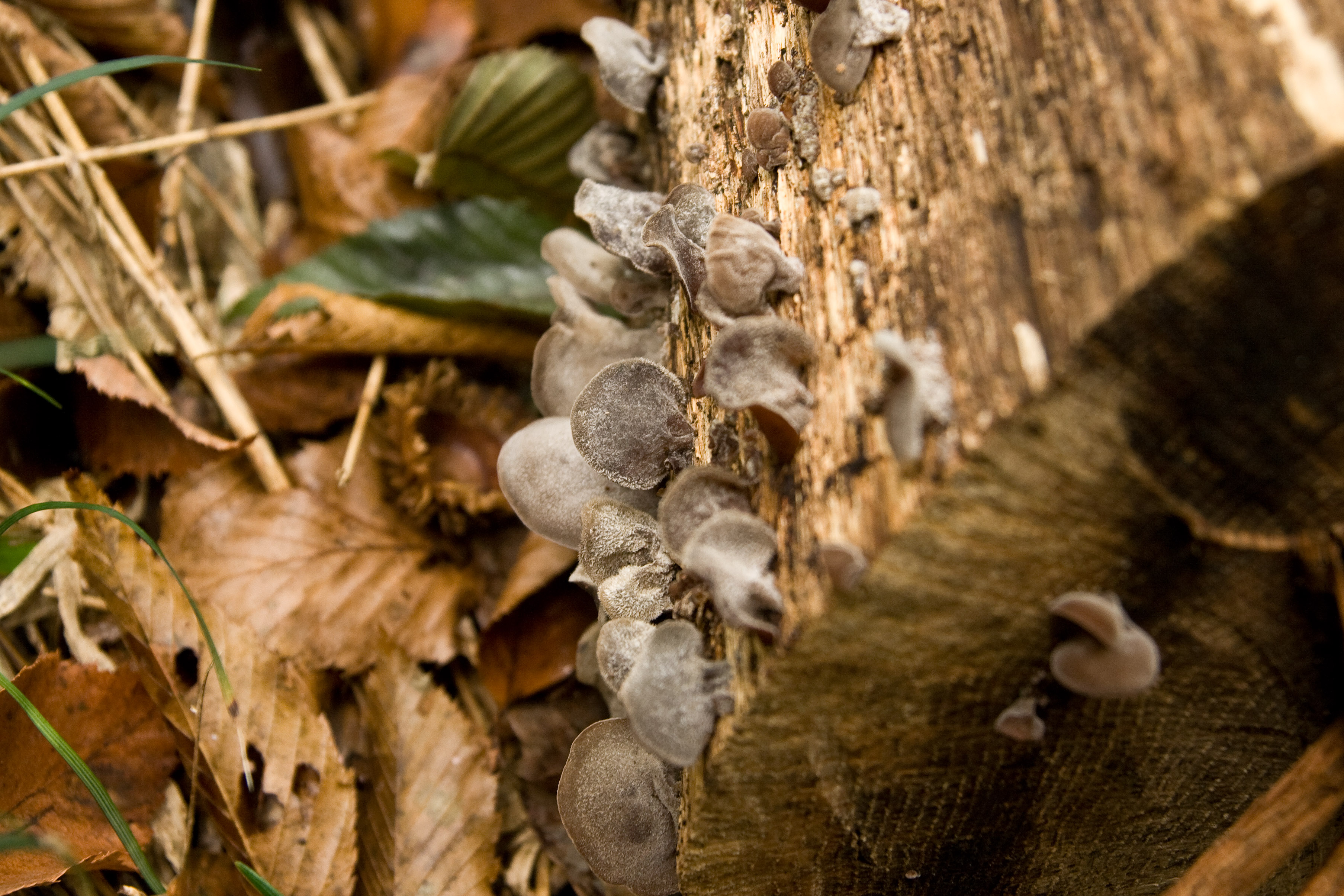
Au Japon.

Le champignon pousse sur les troncs ou les souches des conifères et des feuillus, en particulier les chênes, les saules, les robiniers, les mûriers et les acacias. Il apparaît généralement dans les sols riches en débris de bois des forêts tempérées pendant les saisons fraîches et humides. On le rencontre du niveau de la mer jusqu'à la limite des arbres.

## Usages humains

### Comestibilité
Le champignon noir est comestible et largement cultivé pour l'alimentation, surtout en Chine et en Asie du Sud-Est. Bien qu'assez insipide, il est apprécié pour sa texture gélatineuse croquante et il potentialiserait le goût des autres aliments. Il est surtout utilisé séché, présentant l'avantage de se réhydrater rapidement en reprenant sa forme initiale.

### Bioactivité et propriétés médicinales
Aucun cas d'intoxication n'a été rapporté chez l'homme. Néanmoins, une étude a indiqué la présence de toxines, baptisées auritoxines, présentant une certaine toxicité chez la souris.

### Culture
D'après des sources chinoises du VIIe siècle, le champignon noir serait la plus ancienne espèce cultivée au monde. La technique traditionnelle en Asie est de couper des billes de bois à la fin de l'automne ou au début du printemps, de les percer de trous et d'y enfouir le mycélium. La fructification du champignon est initiée en plongeant les billes dans l'eau pendant 24 heures, puis ces dernières sont maintenues humides dans une forêt ombragée et bien ventilée.
Si cette méthode est toujours utilisée, elle est de plus en plus supplantée par la culture en sacs plastiques, sur substrat enrichi à base de sciure de bois.